# MP 14
Le MP 14 (Métro Pneu appel d'offres 2014) est un matériel roulant sur pneumatiques du métro de Paris.
En version automatique (CA), il équipe la ligne 14 depuis 2020 et la ligne 4 depuis 2022, la dernière rame ayant été livrée en avril 2024. En version avec loge de conduite pour conducteur (CC), il équipe aussi la ligne 11 depuis 2023. La première rame est inaugurée le 12 octobre 2020 sur la ligne 14.
En 2025, Île-de-France Mobilités commande 3 rames supplémentaires pour la ligne 14, avec mise en service prévue en 2027.

## Histoire

### Un choix de matériel décidé par le STIF
La loi relative à l'organisation et à la régulation des transports ferroviaires (dite loi ORTF) du 8 décembre 2009 change les rôles et les responsabilités dans la gestion du parc de matériel roulant des transports en Île-de-France. Le matériel roulant est ainsi devenu propriété du Syndicat des transports d'Île-de-France (STIF, devenu Île-de-France Mobilités) qui est désormais amené à financer le renouvellement du matériel roulant à hauteur de 50 %, ainsi que l'achat de matériel roulant dans le cadre de prolongements ou de nouvelles lignes à hauteur de 100 %.
À ce titre, le STIF engage une analyse visant à identifier les besoins en renouvellements ou acquisitions de métros sur pneu afin de faire face aux besoins d'augmentation de capacité de certaines lignes, remplacer les matériels les plus anciens et accompagner le prolongement des lignes existantes et la création de nouvelles lignes. L'analyse prend la forme d'un « schéma directeur du matériel métro pneu », qui identifie le besoin de définir et commander un nouveau matériel pneu : le MP NG ou matériel sur pneumatiques de nouvelle génération.

### Un parc pneu vieillissant
En 2011, l'âge moyen du parc de matériel métro pneu est de 32 ans. Il est alors notamment composé des MP 59 de la ligne 4, les plus vieux matériels du réseau, introduits au milieu des années 1960 sur la ligne 1. Les matériels font l'objet d'une rénovation au début des années 1990 et sont réformés entre 2011 et 2012 grâce au transfert des MP 89 CC de la ligne 1, eux-mêmes remplacés par des trains automatiques MP 05.
Les MP 59 de la ligne 11, originellement affectés à la ligne 4, sont ensuite les matériels les plus anciens. Les MP 59 sont arrivés en fin de vie, la ligne 4 étant une ligne très contraignante pour le matériel roulant.
La commande de nouveaux trains dénommés MP 14 permettra :
- d'accroître la capacité de la ligne 14 en passant à des rames à huit voitures (contre six auparavant) portant la capacité maximale de la ligne de 30 000 à 35 500 voyageurs par heure[7] ;
- de renforcer le parc de la  ligne 4 après son automatisation, celle-ci devant alors recevoir les 32 rames de la ligne 14, dont le nombre est insuffisant[5],[8] ;
- de remplacer les MP 59 de la ligne 11, matériel le plus ancien encore en circulation sur le réseau en 2015 et dont le nombre est insuffisant pour le prolongement à Rosny-Bois-Perrier[9].

### Commande et choix du fournisseur
Le 16 mai 2013, le STIF confirme le processus d'achat de 35 rames dénommées MP 14 pour les besoins de la ligne 14 prolongée jusqu'à Mairie de Saint-Ouen et jusqu'à 72 en option pour les besoins de prolongement de la ligne 14 dans le cadre du Grand Paris Express jusqu'à Saint-Denis Pleyel au nord et Aéroport d'Orly au sud.
Trois parties étant en jeu dans les décisions et les responsabilités autour de ce matériel, la RATP en tant que futur exploitant de ce matériel, le STIF en tant que décideur et acheteur du matériel pour les prolongements dont il a la responsabilité (ligne 14 à Mairie de Saint-Ouen, ligne 11 à Rosny-sous-Bois, ligne 4 jusqu'à Bagneux - Lucie Aubrac et ligne 1 à la gare du Val de Fontenay) et la Société du Grand Paris en tant que décideur et acheteur pour les prolongements dont elle a la responsabilité (ligne 14 à Saint-Denis au nord et Orly au sud et ligne 11 à Noisy-Champs), la RATP est mandatée pour gérer l'appel d'offre pour les trois entités et contracter avec le fournisseur choisi.
Le 30 janvier 2015, la RATP, le STIF et la SGP annoncent le choix d'Alstom pour la commande d'un maximum de 217 rames MP 14 pour équiper les lignes 1, 4, 11 et 14, voire la ligne 6. Les premiers trains, qui équiperont la ligne 14 prolongée jusqu'à Mairie de Saint-Ouen, seront livrés en 2018 avec une première tranche ferme de 518 millions d'euros, pour l'achat de 35 trains de huit voitures. Elles seront fabriqués sur le site d'Alstom à Petite-Forêt.
Les autres prolongements de lignes font l'objet de tranches optionnelles qui pourront faire l'objet de commandes ultérieures. En octobre 2015, à l'occasion de la visite d'Élisabeth Borne, présidente-directrice générale de la Régie autonome des transports parisiens (RATP) à l'usine d'Alstom, la presse fait état de l'équipement futur de la ligne 6 également avec des rames MP 14, sans plus de précision.
Le 30 mai 2016, le design des rames MP 14 est dévoilé par Alstom. Elles offriront notamment 48 places pour les personnes à mobilité réduite et huit emplacements pour celles en fauteuil roulant. Le 6 décembre 2016, le STIF commande 20 nouvelles rames, devant être livrées entre 2021 et 2022, qui viendront s’ajouter aux 32 rames (21 MP 89 CA et 11 MP 05) adaptées et transférées de la ligne 14 vers la ligne 4. Le 13 décembre 2017, Île-de-France Mobilités (ex-STIF) commande à nouveau 20 rames pour la ligne 11, qui doivent être livrées à partir de 2022. Une commande de 19 rames supplémentaires sera nécessaire pour permettre l’exploitation de la ligne qui sera prolongée jusqu'à Rosny-Bois-Perrier. La validation du financement de cette commande de 19 rames est annoncée par voie de tweet lors du Conseil d'Île-de-France Mobilités du 11 février 2021,. Enfin, en 2024, 7 rames supplémentaires sont commandées (3 pour la ligne 14 et 4 pour la ligne 4, pour renforcer l'offre sur ces 2 lignes).

### Livraison

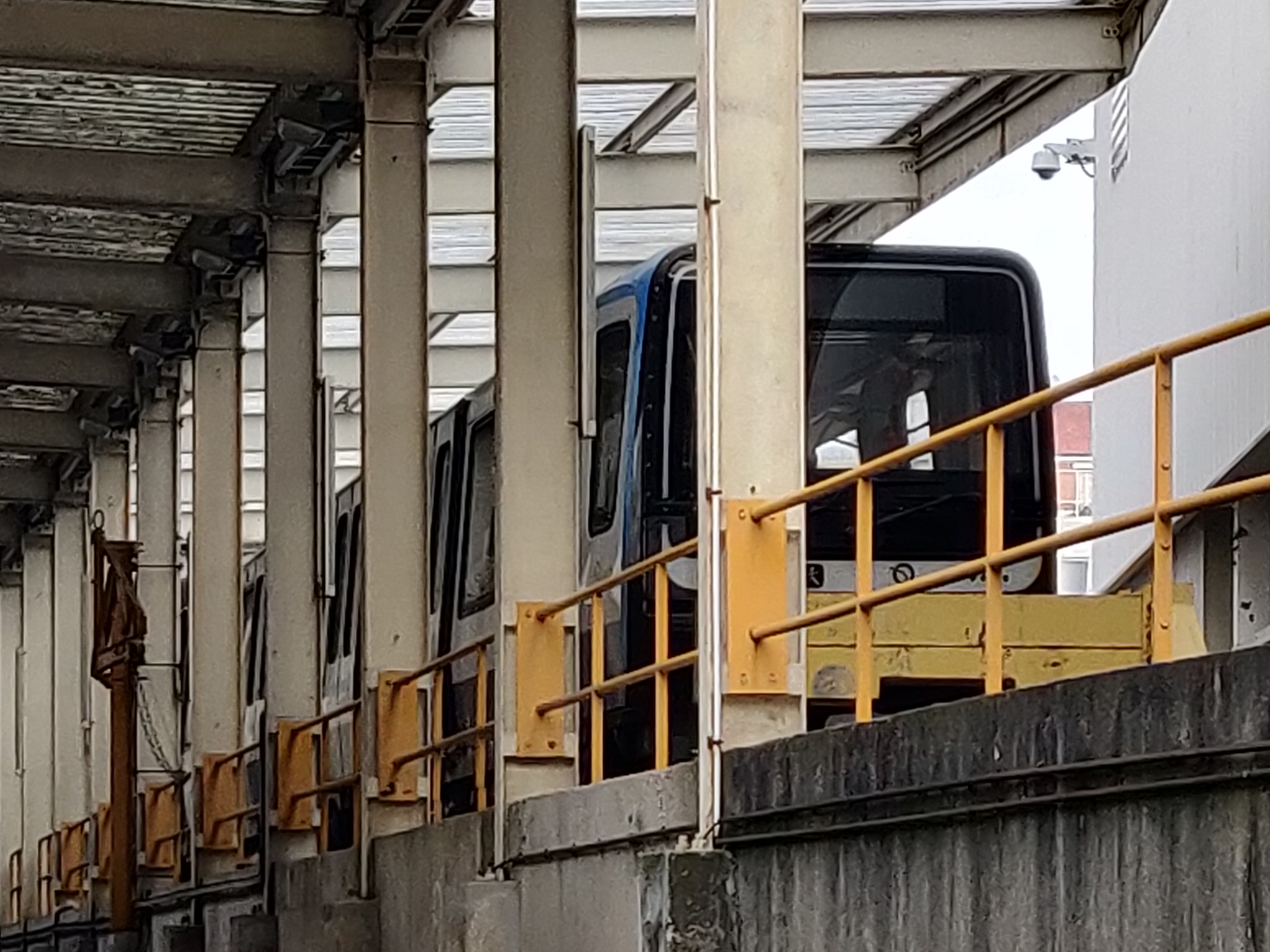
Un des premiers MP 14 livrés dans l'atelier de Fontenay-sous-Bois.

La rame de présérie (prototype) est livrée sans son aménagement intérieur en décembre 2018. Elle fut en phase de test sur la ligne 1 pour vérifier ses performances (freinage, traction, confort acoustique et climatique) jusqu'à l'été 2019. Elle bascule par la suite sur la ligne 14 pour des tests sur le pilotage automatique.
L'ensemble des rames MP 14 qui équiperont les lignes 4, 11 et 14 seront habillées avec la livrée bleue d’Île-de-France Mobilités,,. Le 13 février 2019, la rame MP 14 de présérie à huit voitures, est officiellement présentée aux ateliers de Fontenay, toujours sans aménagement intérieur, en complément des tests encore en cours.
La première rame de série fut livrée en février 2020 et devait initialement circuler à partir du mois de septembre de la même année sur la ligne 14, en exploitation commerciale à ce moment-là, d’Olympiades à Saint-Lazare.
Finalement, la marche à blanc de la première rame en version à huit voitures débute le 1er octobre 2020 sur la ligne et est inaugurée le 12 octobre 2020 en présence de Valérie Pécresse, présidente d’Île-de-France Mobilités,,,. Après un unique trajet entre Olympiades et Saint-Lazare, la rame n'a plus circulé depuis son inauguration. Elle serait retournée au centre de maintenance de Saint-Ouen pour « refaire quelques tests » avant sa mise en service commerciale,. Celle-ci se fera avec une ou deux nouvelles rames, qui seront les seules à circuler avec cette configuration jusqu'au prolongement de la ligne au nord à la mi-décembre 2020. Depuis le 26 octobre 2020, la première rame MP 14 circule de nouveau.
En octobre 2020, la RATP indique que 72 rames seront livrées entre 2020 et 2024 pour la ligne 14, pour un marché d’un montant maximum de 217 rames (pour les lignes 4, 11 et 14).

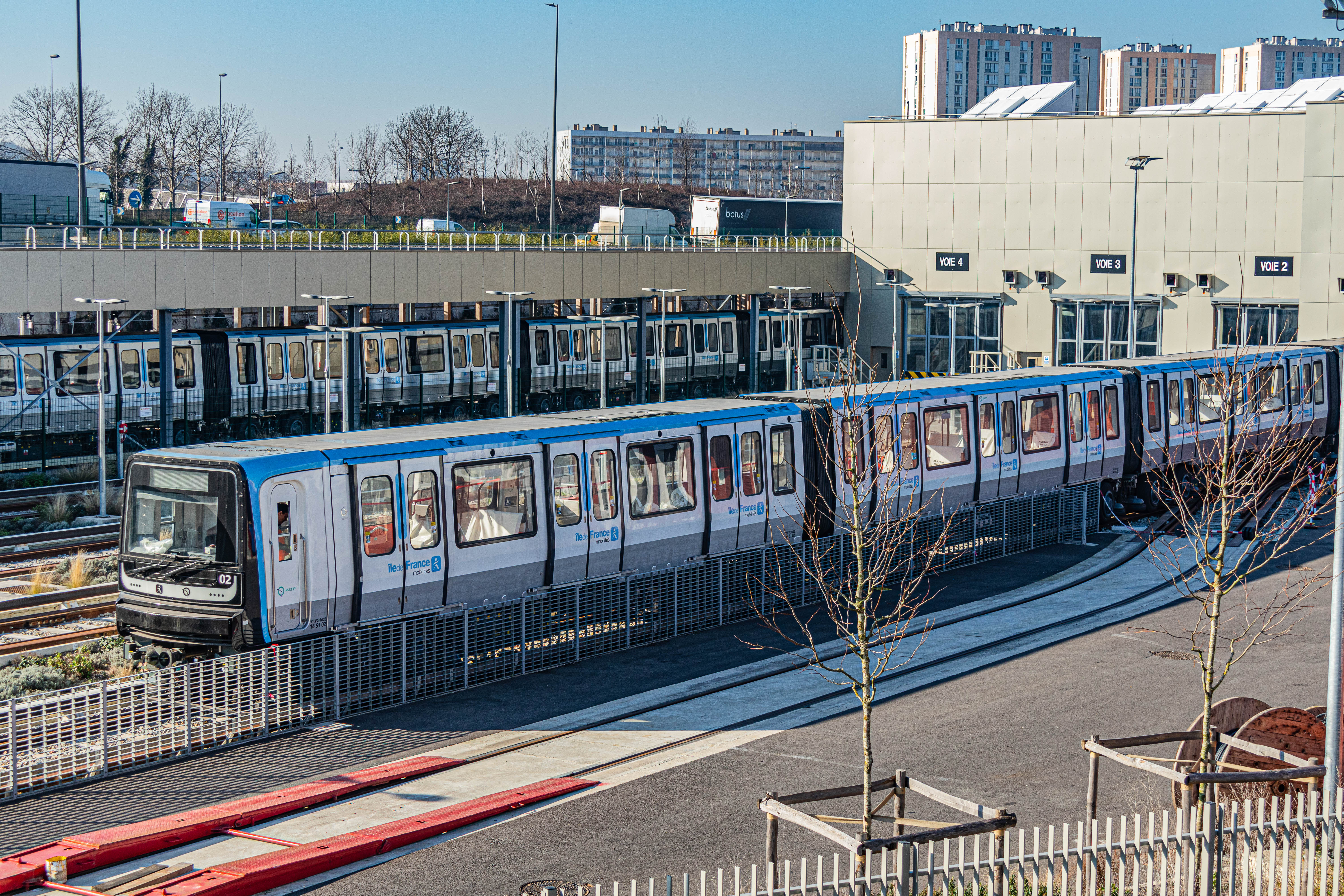
Rame MP14 CC de la ligne 11 à l'atelier de Rosny-sous-Bois.

La livraison des rames à conduite conducteur (CC) débute en avril 2022 avec l'arrivée d'une première rame au nouvel atelier de maintenance de Rosny-sous-Bois. Il s'agit de la première rame sur les trente-neuf devant équiper la ligne 11 avec des livraisons étalées jusqu'en 2024.
En septembre 2022, lors d’un conseil d’administration d’Île-de-France Mobilités, il apparait qu'à l’ouverture des prolongements au nord et au sud de la ligne 14, en juin 2024, seules 58 rames au lieu de 72 auront été livrées.
La marche à blanc des rames à conduite conducteur (CC) débute le 14 février 2023. La mise en service commercial sur la ligne 11 débute à compter de juin 2023.
Afin de répondre aux exigences d'importants flux voyageurs pour les Jeux olympiques d'été de 2024 et des différents prolongements ouverts, Alstom décide d'ouvrir une deuxième ligne de production afin de livrer un maximum de rames au cours de l'année 2024 principalement destinés à la ligne 14.

## Caractéristiques

### Versions du matériel
La convention entre Île-de-France Mobilités, la Société du Grand Paris et la RATP précise que ce matériel devra être disponible en trois versions :
- Conduite automatique (CA) de 8 voitures, pouvant transporter jusqu'à 932 voyageurs[40] ;
- Conduite automatique (CA) de 6 voitures ;
- Conduite conducteur (CC) de 5 voitures, pouvant transporter jusqu'à 562 voyageurs dont 106 assis[41],[42].

Les quatre tranches fermes prévues ont été confirmées : la première de 35 trains concerne la version à conduite automatique de huit voitures, la seconde de 20 trains concerne la version à conduite automatique de six voitures et la troisième de 39 trains concerne la version à conduite conducteur de cinq voitures. Pour la première tranche ferme à huit voitures, une commande supplémentaire portant leur nombre total à 72 a été annoncée. En juin 2024, 7 rames supplémentaires sont commandées dont 3 trains pour la ligne 14 et 4 trains pour la ligne 4,.
| Version         | Nombre de trains commandés | Nombre de trains de la tranche | Tranche,                                        | Ligne(s) | Commentaires |
| --------------- | -------------------------- | ------------------------------ | ----------------------------------------------- | -------- | --- |
| CA à 8 voitures | 72                         | De 35 à 72 trains              | Tranche ferme                                   | (14)     | • Remplacement des MP 89 CA et des MP 05 de la ligne (qui iront circuler sur la ligne 4), ainsi que prolongements au nord vers Saint-Ouen, et au sud vers Orly, ainsi que passage des rames à huit voitures. • 35 trains commandés à Alstom le 30 janvier 2015, puis 37 autres annoncés en octobre 2020,. • Première rame arrivée vers fin décembre 2018 et présentée le 13 février 2019. • Mise en service commercial en octobre 2020. |
| CA à 8 voitures | 3                          | De 1 à 15 trains               | Tranche ferme (ex-Tranche conditionnelle (TC1)) | (14)     | Renfort d'offre due aux différents prolongements de la ligne au nord et au sud. |
| CA à 6 voitures | 24                         | De 20 à 50 trains              | Tranche ferme (ex-Tranche conditionnelle (TC2)) | (4)      | • Remplacement des MP 89 CC (qui iront circuler sur la ligne 6) dû à l'automatisation de la ligne, ainsi que prolongement vers Bagneux. • 20 trains commandés à Alstom le 6 décembre 2016. • Première rame arrivée en septembre 2019. • Mise en service commercial en septembre 2022. • 4 trains supplémentaires commandés à Alstom en juillet 2024.                                                                                    |
| CC à 5 voitures | 39                         | De 10 à 80 trains              | Tranche ferme (ex-Tranche conditionnelle (TC3)) | (11)     | • Remplacement à partir de 2023 des MP 59 de la ligne, en fin de vie, et prolongements à l'est vers Rosny-Bois-Perrier, puis vers Noisy - Champs. • 20 trains commandés à Alstom le 14 décembre 2017. • 19 trains supplémentaires commandés le 8 juillet 2021. • Première rame arrivée en avril 2022. • Mise en service commerciale en juin 2023                                                                                        |
| Total           | 138                        |                                |                                                 |          | |

### Caractéristiques extérieures

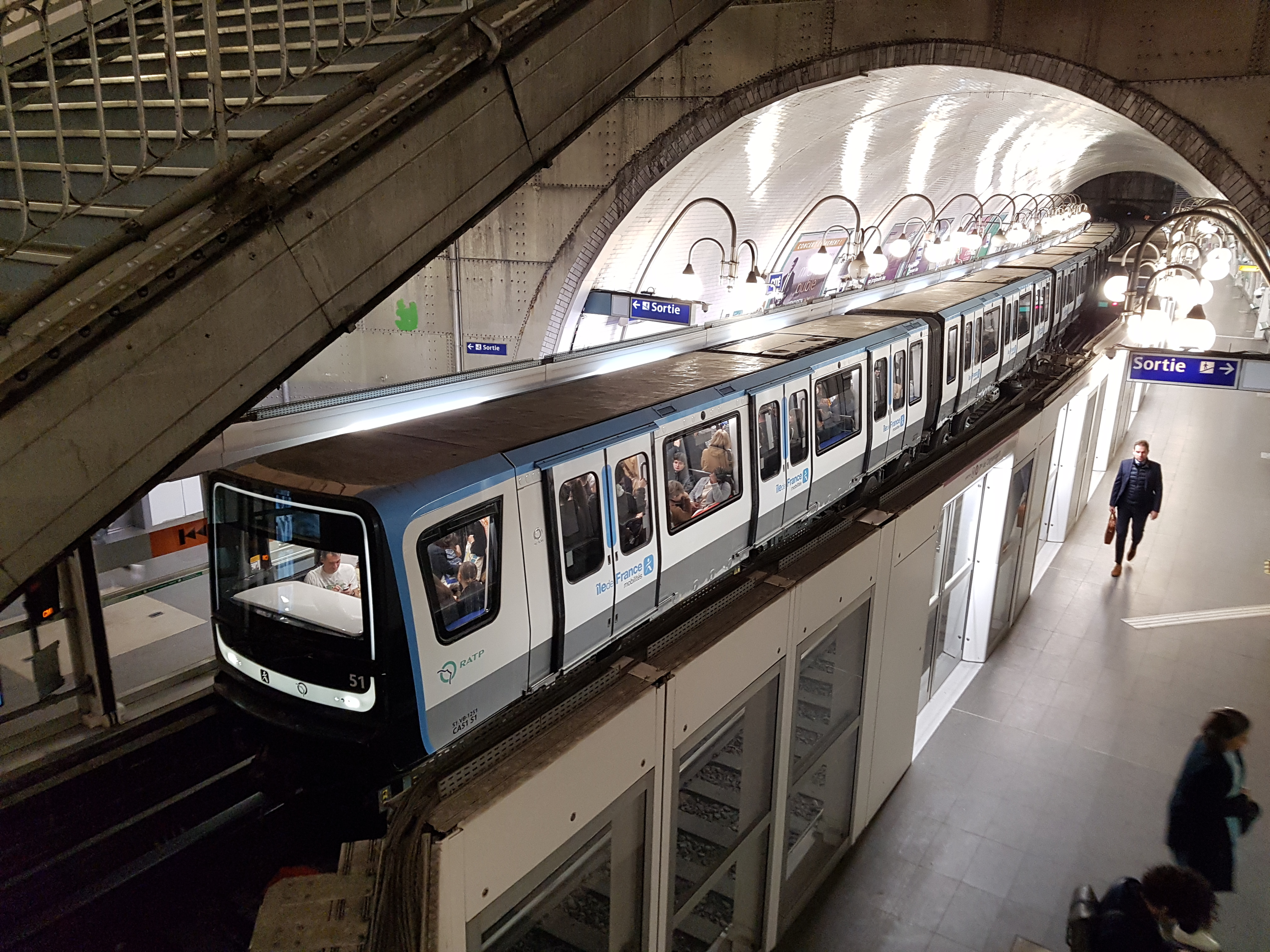
Un MP 14 à la station Cité.

Extérieurement, le MP 14 rompt avec les lignes courbes des MP 89, MP 05 et MF 01 au profit d'un galbe de caisse faisant largement appel à des plans inclinés, moins coûteux à fabriquer, à l'image des MF 77 et MF 88. La surface vitrée est également légèrement réduite, en particulier sur les vantaux des portes d'accès. Le design renoue également avec une face frontale verticale, et celle-ci présente pour la première fois une signature lumineuse sous la forme d'un bandeau LED encadrant le pare-brise, en complément des fanaux ordinaires.
L'ensemble des rames arborent la nouvelle livrée Île-de-France Mobilités, progressivement appliquée aux autres matériels roulants du réseau en commençant par les MF 77 rénovés de la ligne 7. Elle se caractérise par une forte prédominance du blanc, simplement relevé d'une bande argentée en bas de caisse, d'un filet bleu ciel courant le long de la toiture et d'une mince bande verticale de même couleur dans l'axe des portes.

### Caractéristiques intérieures
Le matériel doté de larges baies vitrées dispose d'une accessibilité renforcée pour les personnes à mobilité réduite, de la vidéosurveillance, d'un éclairage par led et d'une nouvelle motorisation induisant une consommation d'énergie inférieure de 20 % aux MP 05,. La ventilation doit s'adapter aux conditions météorologiques, en produisant aussi bien de l'air chaud que réfrigéré. Les rames bénéficieront également d'un nouveau système d'informations-voyageurs embarqué.
Le système de sonorisation intérieur a été décrié sur les premières rames. Composé d'une membrane unique diffusant le son à travers les voitures, le système souffrait de grésillements en exploitation. Ne parvenant pas à être fiabilisée, cette sonorisation est finalement abandonnée pour être remplacée par des haut-parleurs classiques.

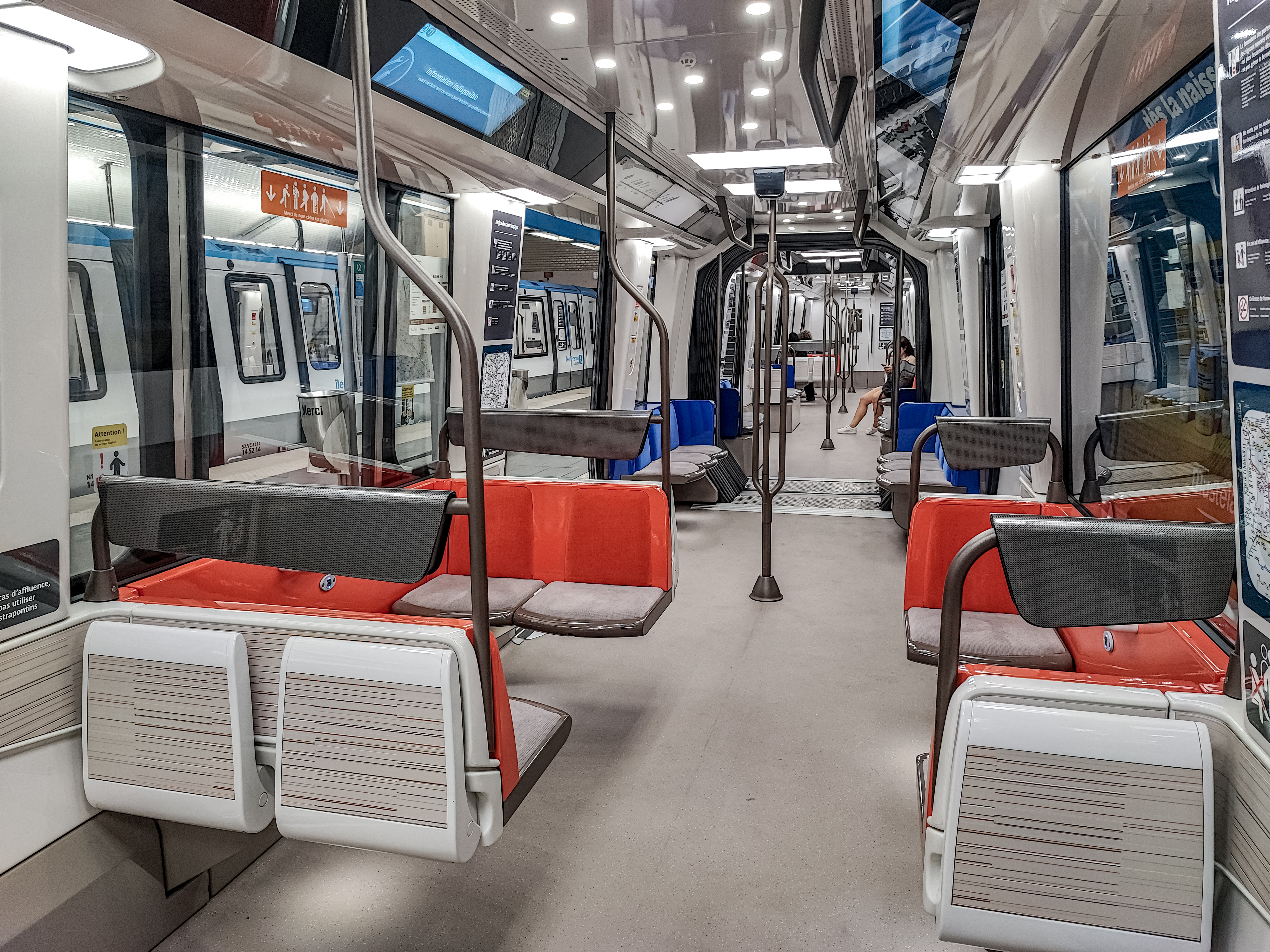
Aménagement intérieur.
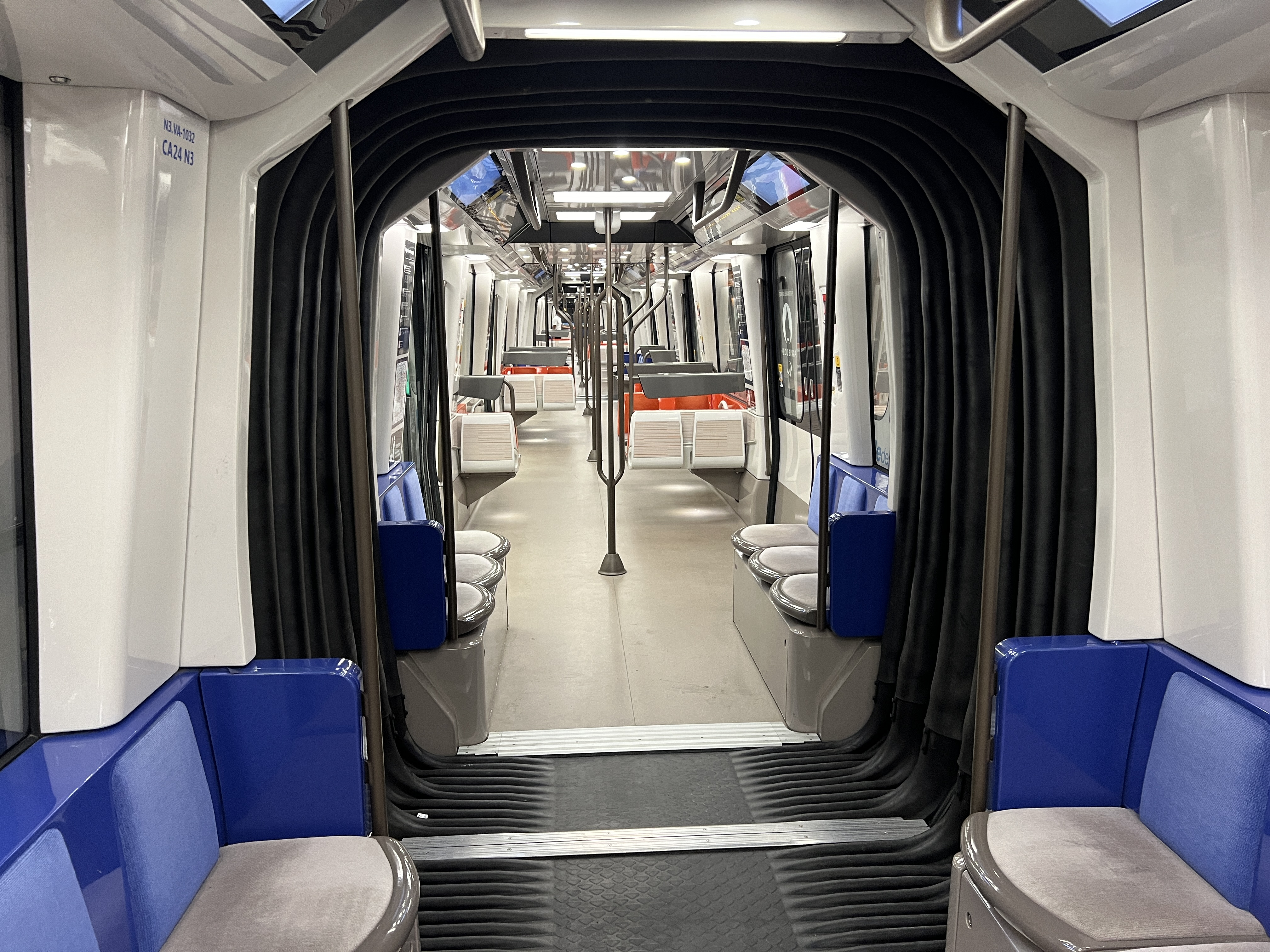
Intercirculation entre deux voitures.
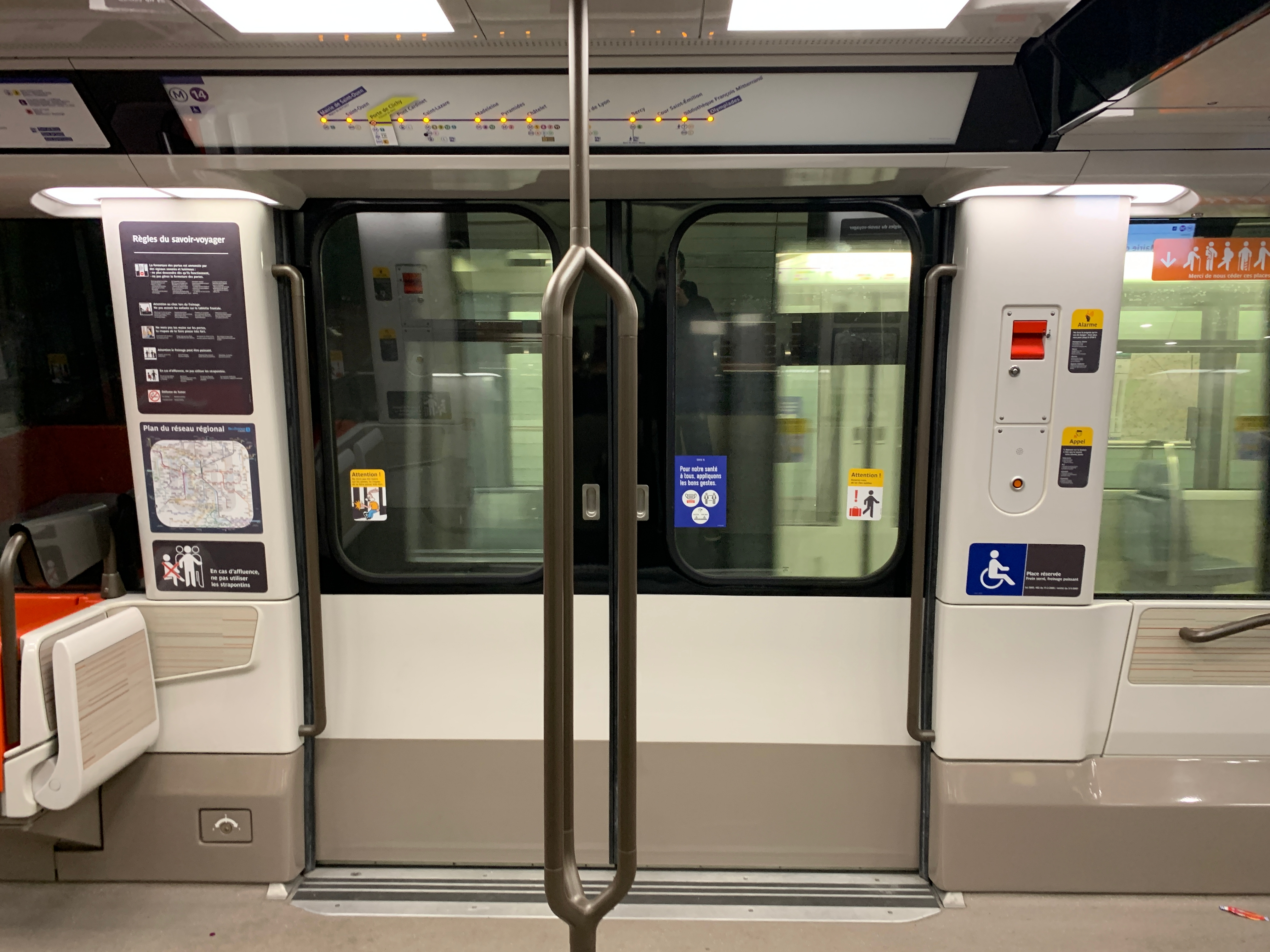
Plateforme d'échanges et plan de ligne dynamique dans une rame de la ligne 14.
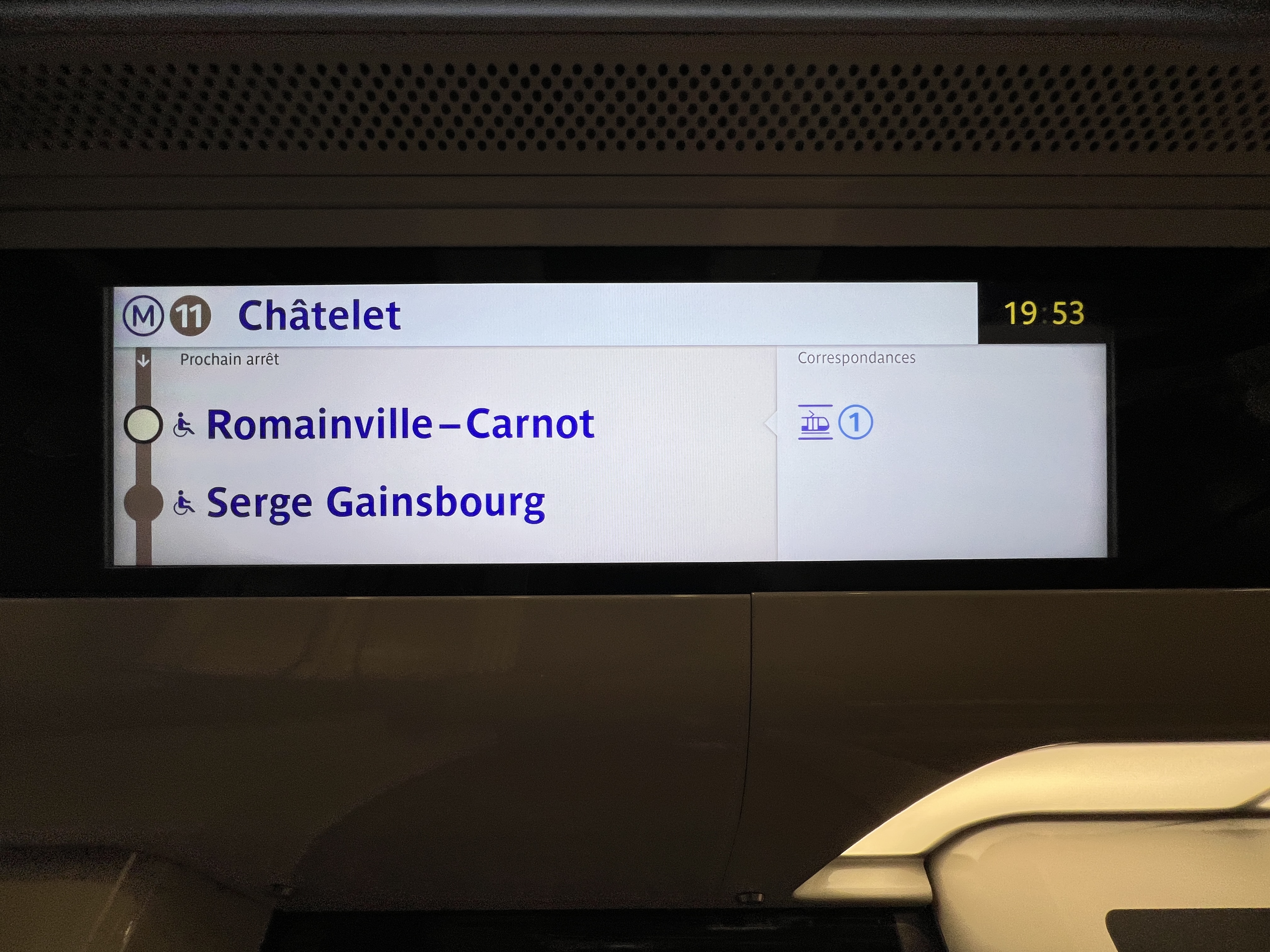
Écran d'informations dynamiques dans une rame de la ligne 11.

## Parc
À fin avril 2025, le parc est constitué de 131 éléments :
- 92 rames à conduite automatique (CA) dont 20 pour la ligne 4 et 72 pour la ligne 14 ;
- 39 rames à conduite manuelle (CC) pour la ligne 11.

Numérotation des rames automatiques à huit et six voitures, par l'exemple des rames CA35 de la ligne 14 et CA51 de la ligne 4 :
| Numérotation | Numéro | S1         | N1 impair  | N2 impair | B         | N3         | N2 pair    | N1 pair    | S2         |
| ------------ | ------ | ---------- | ---------- | --------- | --------- | ---------- | ---------- | ---------- | ---------- |
| principale   | 1004   | S1.VA-1004 | N1.VA-1007 | N.VA-1004 | B.VA-1004 | N3.VA-1004 | N2.VA-1004 | N1.VA-1008 | S2.VA-1004 |
| secondaire   | CA35   | CA35 S1    | CA35 N1-1  | CA35 N2-1 | CA35 B    | CA35 N3    | CA35 N2-2  | CA35 N1-2  | CA35 S2    |
|              |        |            |            |           |           |            |            |            |            |
| principale   | 1251   | S1.VB-1251 | N1.VB-1251 | N.VB-1251 | -         | -          | N2.VB-1251 | N1.VB-1252 | S2.VB-1251 |
| secondaire   | CA51   | CA51 S1    | CA51 N1-1  | CA51 N2-1 | -         | -          | CA51 N2-2  | CA51 N1-2  | CA51 S2    |

Numérotation d'une rame manuelle à cinq voitures, par l'exemple de la rame CC11 :
| Numérotation | Numéro | S1         | N1 impair  | N2         | N1 pair    | S2         |
| ------------ | ------ | ---------- | ---------- | ---------- | ---------- | ---------- |
| principale   | 1411   | S1.VC-1411 | N1.VC-1421 | N2.VC-1411 | N1.VC-1422 | S2.VC-1411 |
| secondaire   | CC11   | 14 S1 11   | 14 N1 11   | 14 N3 11   | 14 N2 11   | 14 S2 11   |